# Курбатов, Алексей Ильич
Алексей Ильич Курбатов (1830[уточнить]—1885) — русский инженер-технолог, металлург.

## Биография
В 1867 году окончил Санкт-Петербургский практический технологический институт — механическое отделение со званием технолога 1-го разряда. В 1873—1876 годах работал в механических мастерских технологического института, слесарным и сборочным мастером. После представления диссертации получил степень инженера-технолога.
Занимался проблемами выделки стали на Александровских пушечных заводах в Петрозаводске.
Был директором «Сампсониевского машинного, литейного и вагоностроительного завода».
Публиковал статьи в «Известиях Санкт-Петербургского технологического института». Он автор учебника для средних учебных заведений «Курс элементарной геометрии с практическими упражнениями» (М.: тип. Ф. Б. Миллера, 1864. — 142 с.). Также им напечатаны:
- Теория, практика и средства к улучшению контуазского способа выделки железа. — СПб.: тип. т-ва «Общественная польза», 1873. — 66 с.
- О хлорозамещенных продуктах бензола. — СПб. 1878 (совместно с Ф. Бейльштейном).

Умер 15 (27) мая 1885 года. Похоронен в селе Смоленское по Шлиссельбургскому тракту.